# Riolama luridiventris
Riolama luridiventris là một loài thằn lằn trong họ Gymnophthalmidae. Loài này được Esqueda, La Marca & Praderio mô tả khoa học đầu tiên năm 2004.